# Могилёв, Николай Анатольевич
Николай Анатольевич Могилёв (1947 — дата смерти неизвестна) — советский футболист, вратарь.

## Биография
Выступал за юношескую сборную Иркутской области, одним из первых тренеров был Александр Петрович Веденеев. На взрослом уровне начал выступать в 1965 году в классе «Б» за «Старт» (Ангарск), затем выступал за «Ангару» (Иркутск).
В ходе сезона 1966 года перешёл в «Уралмаш». В сезоне 1967 года сыграл 20 матчей, в остальных сезонах не был основным игроком, будучи дублёром Владимира Голубева. В победном сезоне 1968 года в первой лиге провёл 9 матчей. В 1969 году в высшей лиге сыграл в единственном матче — 16 апреля против одесского «Черноморца» (0:1) и после пропущенного гола на 66-й минуте сразу же был заменён.
После ухода из «Уралмаша» выступал в первой и второй лигах за хабаровский СКА и красноярский «Автомобилист». В 27-летнем возрасте прекратил выступления в командах мастеров.
Скончался не позднее 2008 года.